# Booponus
Booponus (лат.) — род мух из семейства каллифориды (Calliphoridae).

## Распространение
Распространены в Палеарктике и Ориентальной области.

## Описание
Мелкие мухи (длина около 5 мм), основная окраска жёлтая. Паразиты позвоночных животных. От близких групп отличается следующими признаками: ариста очень сильно утолщена у основания от 0,4 до 0,8; ариста почти гребешковая с очень короткими волосками сверху, у некоторых видов несколько очень незаметных волосков снизу; проэпистернальное углубление голое; лоб по крайней мере такой же ширины, как глаз при взгляде сверху; нижняя часть лицевого гребня изгибается к средней линии почти горизонтально, расстояние между вибриссальными углами намного меньше ширины лицевой мембраны в её середине; внешняя постплечевая щетинка присутствует, но иногда слабая и ее легко не заметить.

## Классификация
6 видов.
- Booponus aldrichi Senior-White, 1940[5]
- Booponus borealis Rohdendorf, 1959[6]
- Booponus indicus (Austen, 1930)[1]
- Booponus inexspectatus (Grunin, 1947)[2]
- Booponus intonsus Aldrich, 1923[7]
- Booponus malayana Kurahashi, Benjaphong & Omar, 1997[8]